# Oedipus orca
Pour plus de détails, voir Fiche technique et Distribution.
Oedipus orca est un giallo érotique italien réalisé par Eriprando Visconti et sorti en 1977.
C'est la suite de La orca (1976) du même réalisateur.

## Synopsis
Alice apprend que son père n'a pas voulu payer la rançon pour son enlèvement. La jeune fille doute donc que l'homme soit réellement son parent. Elle commence à enquêter sur le passé de sa mère et découvre que celle-ci a eu un amant, un certain Lucio. Pour se venger, l'étudiante de haut rang tente de le séduire.

## Fiche technique
- Titre original italien : Oedipus orca[1]
- Réalisateur : Eriprando Visconti
- Scénario : Eriprando Visconti, Roberto Gandus
- Photographie : Blasco Giurato
- Montage : Franco Arcalli
- Musique : James Dashow
- Décors : Francesco Vanorio
- Société de production : Serena Film 75
- Pays de production :  Italie
- Langue originale : italien
- Format : couleur
- Durée : 88 minutes
- Genre : Giallo érotique
- Dates de sortie :
  - Italie : 4 avril 1977

## Distribution
- Rena Niehaus : Alice
- Gabriele Ferzetti : Valerio, le père d'Alice
- Carmen Scarpitta : Irene, la mère d'Alice
- Miguel Bosé : Humberto, le petit ami d'Alice
- Piero Faggioni : Lucio Garbi
- Michele Placido : Michele

## Production
Par rapport au film précédent, Oedipus orca se déroule à Turin.
Le scénariste Gandus a raconté lors d'une interview qu'Eriprando Visconti était très réticent à l'égard de certaines séquences érotiques, raison pour laquelle il a confié les scènes les plus osées au chef opérateur Blasco Giurato.
La distribution comprend le nom du chanteur Miguel Bosé, dans son premier rôle en tant qu'acteur.

## Accueil critique
« L'enquête psychologique, centrée sur la crise d'identité de la jeune fille et la recherche névrotique de son "père", est ainsi liée à l'enquête sociale, dont le sujet est la bourgeoisie vue comme un monde également en crise d'identité. Oedipus orca montre des intentions ambitieuses, mais qui ne se réalisent que partiellement. »

— Segnalazione cinematografica, 1977

### Distinction
- Globes d'or (1977)
  - Révélation féminine - Rena Niehaus